# František Repka
František Repka, né le 9 janvier 1966 à Poprad, est un skieur tchécoslovaque spécialiste du combiné nordique. Il a obtenu un podium en Coupe du monde durant sa carrière.

## Biographie
Le 29 décembre 1988, il obtient son seul podium en Coupe du monde en terminant troisième à Oberwiesenthal.

## Palmarès

### Jeux olympiques
| Épreuve / Édition | Calgary 1988 |
| Individuel        | 30e          |

### Championnats du monde
| Épreuve / Édition | Rovaniemi 1984 | Lahti 1989 |
| Par équipes       | 6e             | 6e         |

### Coupe du monde
- Meilleur classement général : 18e en 1989.
- 1 podium individuel : 1 troisième place.

### Championnats du monde junior
- 3 médailles de bronze :
  - 1 en individuel en 1986
  - 2 par équipes en 1985 et 1987